# Chalid Masud Isma’il Ahmad al-Mutamadawi
Chalid Masud Isma’il Ahmad al-Mutamadawi (arab. خالد مسعود إسماعيل أحمد المعتمداوي; ur. 14 lutego 1996) – egipski zapaśnik walczący w stylu wolnym. Brązowy medalista igrzysk afrykańskich w 2019. Triumfator mistrzostw Afryki w 2019 i 2020. Mistrz arabski w 2018, 2019 i  2021. Trzynasty na igrzyskach wojskowych w 2019. Wicemistrz Afryki juniorów w 2015 roku.